# Och solen har sin gång (skulptur)

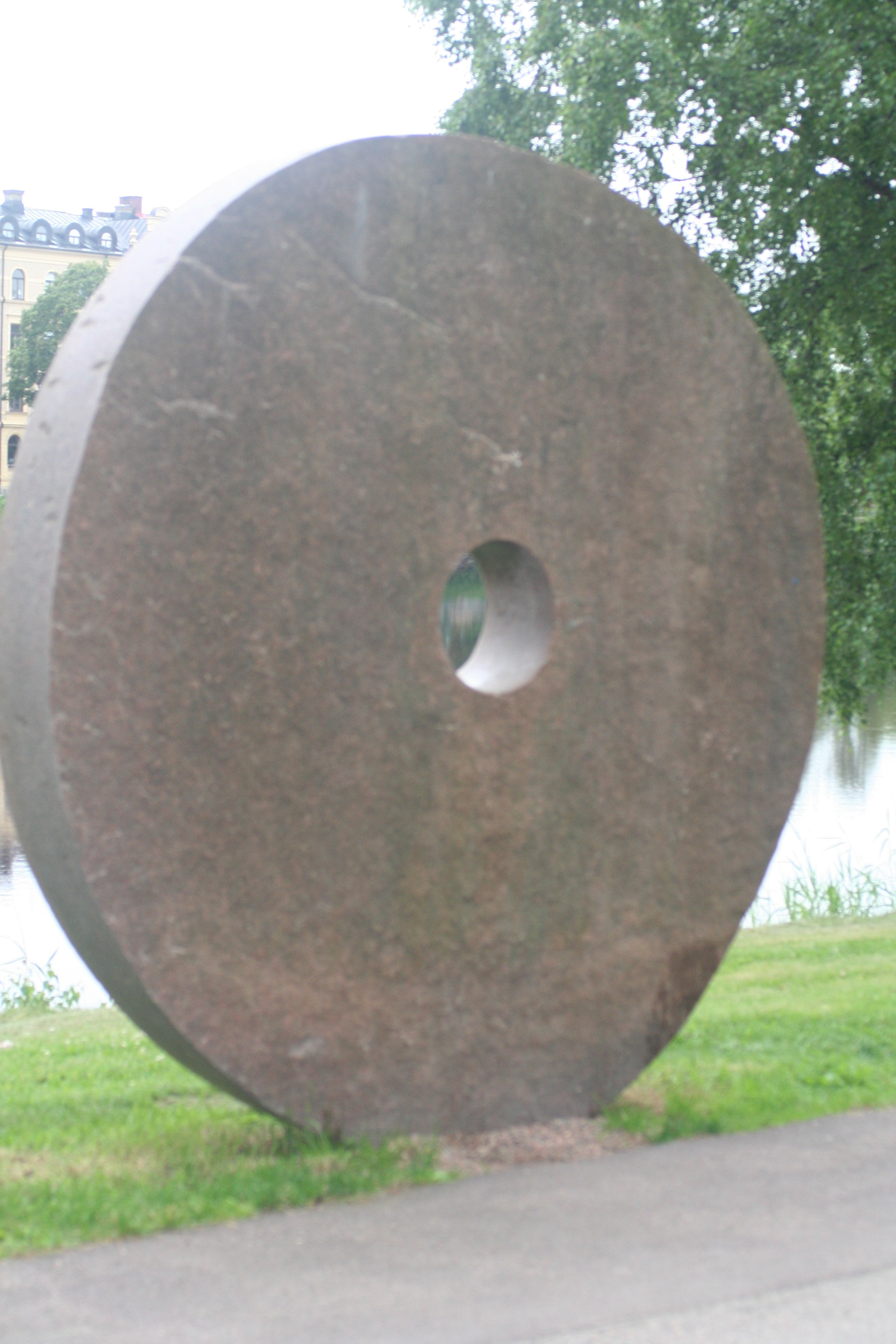
Skulpturen sedd snett framifrån.

Och solen har sin gång är en skulptur på Sandgrundsudden i Karlstad av Leo Pettersson. Skulpturen är gjord i röd bohusgranit och köptes in av Karlstads kommun efter skulpturutställningen i Museiparken 2003.